# المحقق كونان: الغواصة الحديدية السوداء
المحقق كونان: الغواصة الحديدية السوداء (باليابانية: 名探偵コナン 黒鉄の魚影サブマリン، بالروماجي: Kurogane no Sabumarin) هو فيلم أنمي ياباني، وهو الفيلم الـ26 من سلسلة أفلام أنمي المحقق كونان المقتبسة من أنمي المحقق كونان للمانغاكا والمؤلف غوشو أوياما، بعد الفيلم الـ25 من السلسلة والذي عُرضَ في عام 2022 تحت عنوان عروس شيبويا. من المفترض أن يعرض الفيلم في تاريخ 15 أبريل من عام 2023 وسيصدر لأول مرة في اليابان.
تدور أحداث الفيلم حول منشأة الإنتربول البحرية الجديدة "Pacific Buoy" ، حيث يتم اختطاف مهندسة من قبل منظمة السوداء، بحثًا عن بعض المعلومات في محرك أقراص USB الخاص بها. في غضون ذلك، يشعر كونان بالقلق من احتمال كشف هوية هايبارا خلال الحادث.

## الجوائز والترشيحات
| قائمة الجوائز والترشيحات | قائمة الجوائز والترشيحات | قائمة الجوائز والترشيحات   | قائمة الجوائز والترشيحات | قائمة الجوائز والترشيحات | قائمة الجوائز والترشيحات |
| السنة                    | الجائزة                  | الفئة                      | المستلم                  | النتيجة                  | م.                       |
| ------------------------ | ------------------------ | -------------------------- | ------------------------ | ------------------------ | ------------------------ |
| 2025                     | جوائز كرانشي رول للأنمي  | أفضل اداء صوتي - الألمانية | يورغ هنغستلر             | رُشِّح                      | [ 13 ]                   |